# Loch Faskally
Loch Faskally (schottisch-gälisch: Loch Faschoille) ist ein Stausee in den schottischen Highlands. Er liegt in der Council Area Perth and Kinross etwa zwei Kilometer nordwestlich von Pitlochry. 
Loch Faskally ist etwa 3,2 Kilometer lang und circa 700 Meter breit. Der See ist Teil des Tummel hydro-electric power scheme und dient der Erzeugung elektrischer Energie aus Wasserkraft. Er entstand 1950, indem der River Tummel beim Bau des Wasserkraftwerks Pitlochry aufgestaut wurde. Loch Faskally ist dank seiner Nähe zur A9 und zur A925 mit dem Auto sehr leicht zu erreichen. Auch der Bahnhof von Pitlochry ist nur circa 500 m von der Staumauer entfernt. 
Loch Faskally ist ein Angelgebiet, in dem Forellen, Hechte und Lachse gefangen werden können. Um den Fischbestand in flussaufwärts gelegenen Regionen zu erhalten, verfügt die Staumauer des Loch Faskally über eine Fischtreppe. Die Umgebung des Sees gilt als ausgesprochen malerisch und ist daher bei Wanderern sehr beliebt.

## Weblinks

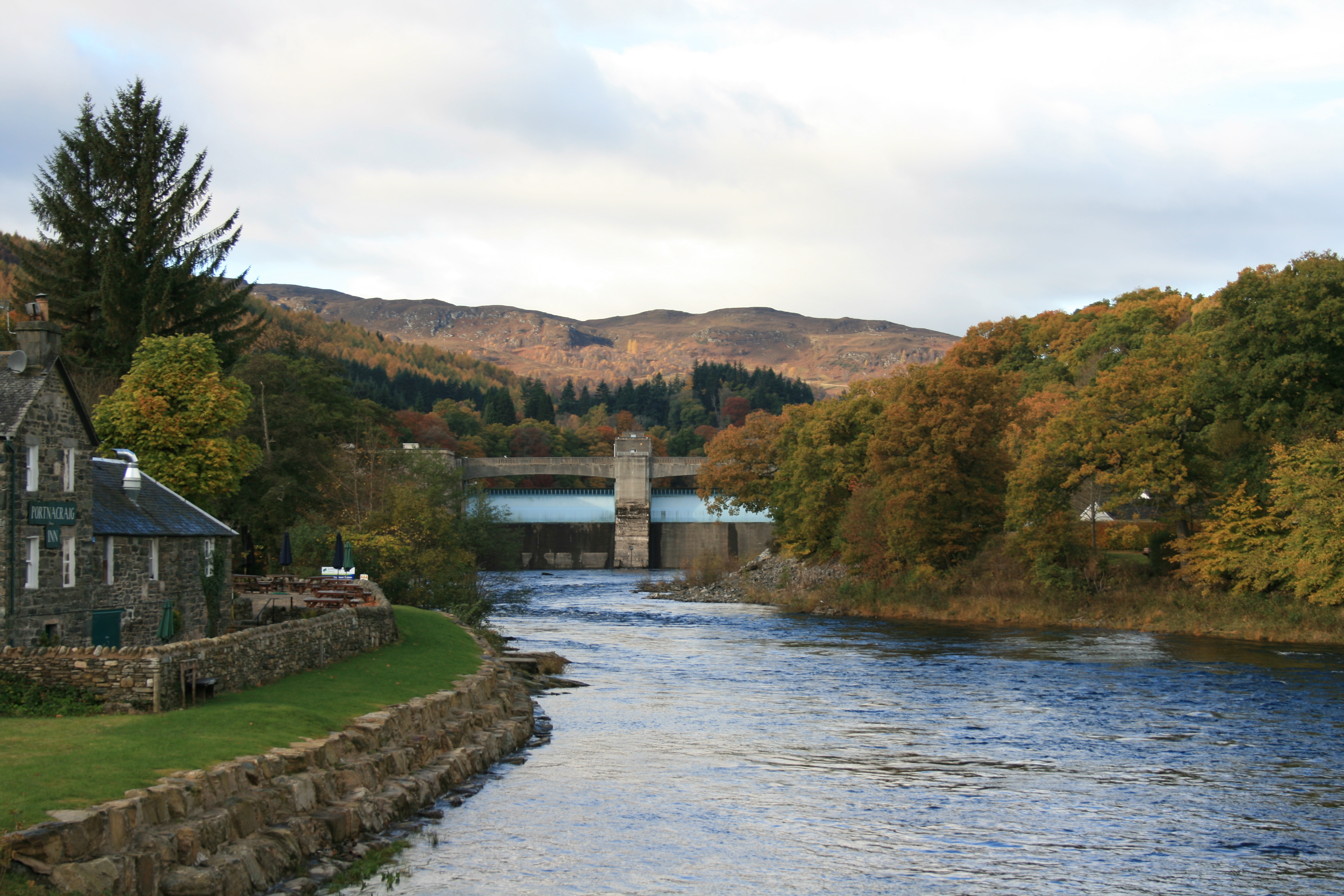
Staumauer des Loch Faskally